# Saint-Léopardin-d'Augy
Saint-Léopardin-d'Augy é uma comuna francesa na região administrativa de Auvérnia-Ródano-Alpes, no departamento Allier. Estende-se por uma área de 38,33 km². Em 2010 a comuna tinha 413 habitantes (densidade: 10,8 hab./km²).

## A história
A comuna resulta da fusão de duas cidades anteriores (cada uma proveniente de uma paróquia do Antigo Regime), St. Léopardin e Augy, por ordem do rei Luís Filipe, em 18 de junho de 1843. Durante a Revolução Francesa, a comuna chamava-se Vivier.
O nome de S. Léopardin provém do nome de um eremita, S. Léopardin, cuja vida parece tão lendária como a de S. Menoux. O priorado de S. Léopardin foi construído no local onde o eremita viveu.

## Geografia
A cidade é banhada por dois rios: o Allier, a nordeste e a norte, que faz fronteira com Chantenay-Saint-Imbert e Livry, e o Burge, a leste, afluente do Allier, que faz fronteira com a cidade de Aubigny.